# سانتا كارميم
سانتا كارميم بلدية في ولاية ماتو غروسو في المنطقة الوسطى الغربية من البرازيل.